# Chuck Noble
Pour les articles homonymes, voir Noble (homonymie).
Charles E. Noble, né le 24 juillet 1931 et mort le 7 mars 2011 est un ancien joueur américain de basket-ball.
Meneur de jeu issu de l'université de Louisville, Noble joua sept saisons (1955-1962) en NBA en tant que membre de la franchise des Pistons de Détroit. Il inscrivit 8.0 points par match de moyenne en carrière et participa au All-Star Game 1960.